# Cratochelone
Genre
Espèce
Cratochelone est un genre de tortue marine préhistorique connu à partir de Cratochelone berneyi, qui vivait au début du Crétacé, en Australie. Pouvant dépasser les 3 mètres de long, il s'agit d'une des plus grandes tortues marines qui ait jamais vécu, après Archelon et Protostega.
Elle n'est connue que par un seul fossile, incomplet, et les scientifiques ne sont pas tous d'accord quant à sa position phylogénétique. Pour Benjamin P. Kear, elle appartiendrait à la famille des Protostegidae ; cependant, Cratochelone semble plus proche des Dermochelyidae, la famille de la tortue-luth. Il pourrait s'agir du plus ancien, et du plus grand Dermochelyidae de tous les temps.